# أيمن برقوق
أيمن برقوق (بالألمانية: Aymen Barkok) (مواليد 21 مايو 1998 في فرانكفورت) هو لاعب كرة قدم مغربي يلعب في مركز خط الوسط الهجومي في نادي ماينز الألماني والمنتخب المغربي.

## الإنجازات

### مع الأندية
آينتراخت فرانكفورت
- كأس ألمانيا: 2017–18[2]
- الدوري الأوروبي: 2021–22[3]

## روابط خارجية
- أيمن برقوق على موقع قاعدة بيانات كرة القدم.إي يو (الإنجليزية)
- أيمن برقوق على موقع ناشيونال فوتبول تيمز (الإنجليزية)
- أيمن برقوق على موقع Soccerway.com (الإنجليزية)
- أيمن برقوق على موقع عالم كرة القدم.نت (الإنجليزية)